# 雷諾·聖索利厄
雷諾·聖索利厄（1935年11月4日—2002年7月26日）是一位法國社會學家，主要研究領域為社會組織。聖索利厄是法國國家科學研究中心裡的社會學研究中心主任，並成立社會制度變遷實驗室（LSCI）。聖索利厄出生於巴黎，在索邦大學獲得法學和心理學雙學位。1975年，聖索利厄成為巴黎政治大學的社會學教授，同時也活躍於國際法語社會學家協會，於1992年至1996年間出任該協會的主席。